# Armata morska 102 mm Mark XVI

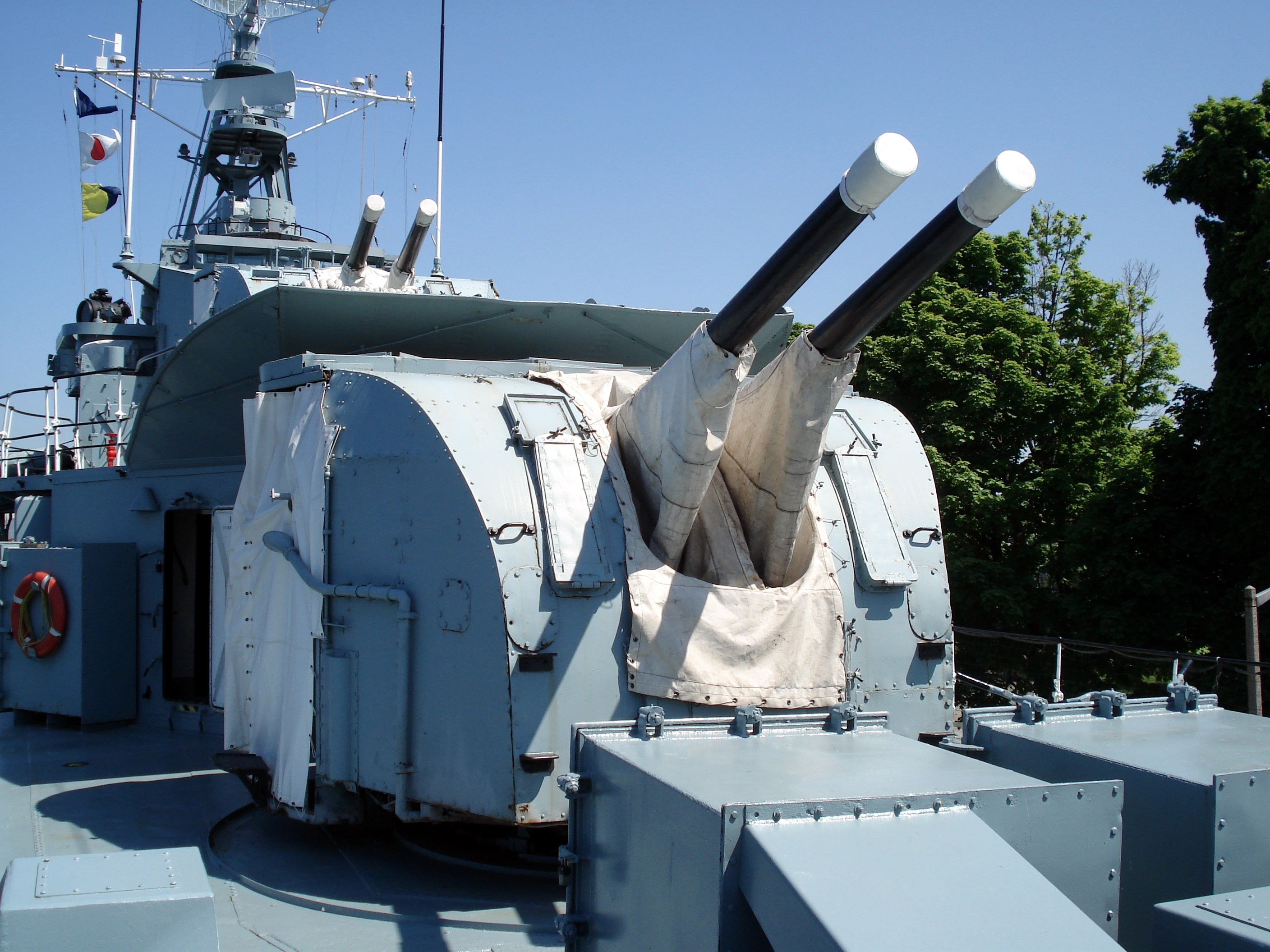
Armaty Mk.XVI na niszczycielu HMCS Haida.

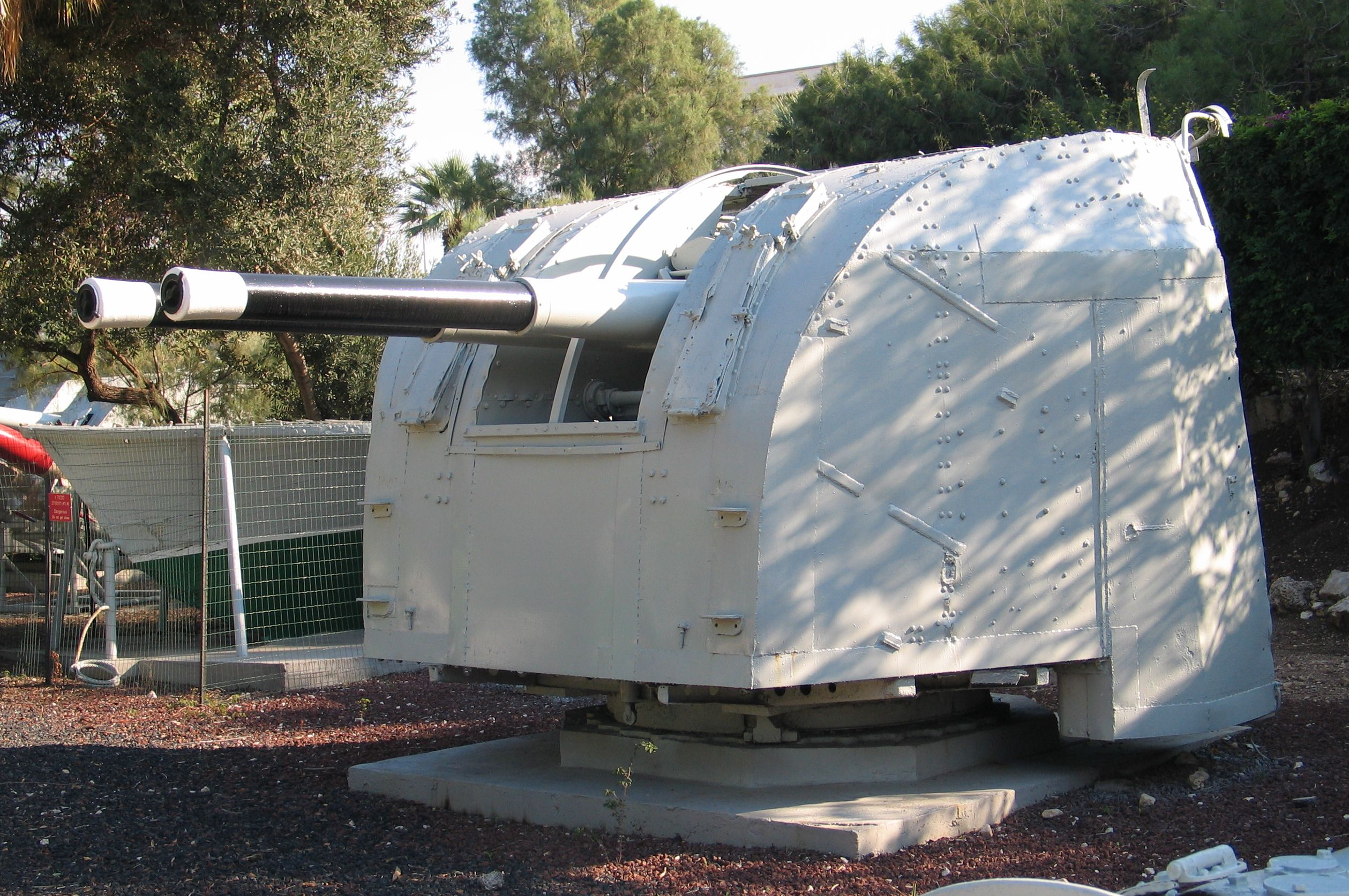
Armaty Mk.XVI na podstawie Mk.XIX (tylna część bocznych ścian półwieży jest zabudowana w nieoryginalny sposób)

Armata morska 4-calowa (102 mm) Mark XVI (oznaczenie brytyjskie: 4 inch L/45 QF HA Mark XVI, w skrócie Mk. XVI) – brytyjska morska armata uniwersalna kalibru 102 mm z lat 30. XX wieku, występująca przede wszystkim w wersji podwójnie sprzężonej na podstawie Mark XIX. Było to najliczniejsze działo średniego kalibru na okrętach brytyjskich podczas II wojny światowej, używane także na niektórych okrętach sojuszniczych.

## Historia
Nową armatę uniwersalną 102 mm Mark XVI opracowano około 1934 i zaczęto wprowadzać do użytku w 1936. Zastąpiła ona starsze działo przeciwlotnicze tego kalibru 4in L/45 QF Mark V, na pojedynczej podstawie. W przeciwieństwie do niego, działo Mark XVI było przewidziane przede wszystkim do użytku jako podwójnie sprzężone. Po pewnym czasie opracowano działo o ulepszonej konstrukcji lufy (lufa samowzmacniana, płaszczowa), oznaczone Mark XVI* (początkowo Mark XVIII). Nowa wersja stała się standardem i wcześniejsze działa Mark XVI doprowadzano do wersji Mark XVI* podczas remontów (na ogół w literaturze obie wersje określa się po prostu jako Mark XVI).
Oznaczenie brytyjskie: 4-inch L/45 QF HA Mark XVI oznaczało armatę kalibru 4 cale, o długości lufy 45 kalibrów, na amunicję scaloną z łuską metalową (QF – Ouick Firing), przeciwlotniczą (HA – High Angle), model XVI.
Armata Mk. XVI szczególnie dobrze nadawała się do celów obrony przeciwlotniczej na większych odległościach, jednakże przy zastosowaniu przeciw celom nawodnym za wadę uważano stosunkowo małą masę pocisków, o mniejszej skuteczności, niż stosowanych powszechnie na niszczycielach tego okresu dział 120 mm. Częściowo rekompensowane było to szybkostrzelnością. Ponadto nie miała ona wysokiej celności. Mimo to, uważana jest za jedno z bardziej udanych dział uniwersalnych. Stosowana była na licznych typach okrętów brytyjskich, przy czym liczba ta byłaby jeszcze większa, lecz produkcja dział nie zdołała pokryć wielkiego zapotrzebowania na nie w pierwszej połowie II wojny światowej.
Wyprodukowano do pierwszych lat powojennych ok. 2555 dział Mk. XVI i Mk. XVI* w Wielkiej Brytanii, 504 w Kanadzie i 45 w Australii. Używane były w niektórych marynarkach jeszcze przez kilka dziesięcioleci po wojnie.
Istniały ponadto dwa pokrewne modele dział: Mk. XVII, o zmniejszonej masie dla krążowników ciężkich typu County (zbudowano 12 dział, przerobionych następnie na Mk. XVI) oraz nowa lżejsza wersja Mk. XXI (z samowzmacnianą lufą monoblokową). Armat Mk. XXI zbudowano 238 sztuk w Wielkiej Brytanii i 135 w Kanadzie, używano ich na części fregat.

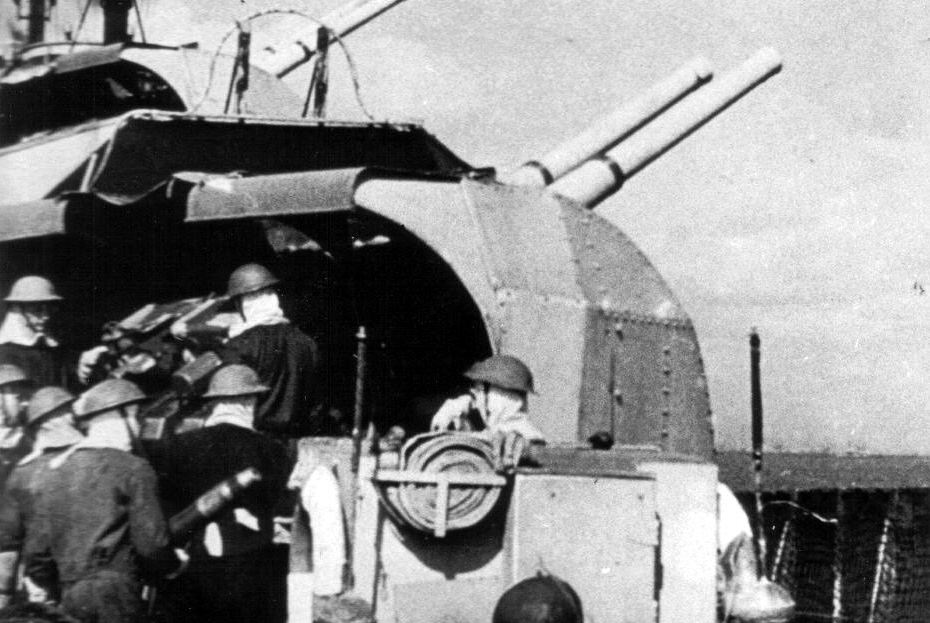
Działa Mark XVI na polskim niszczycielu eskortowym ORP Krakowiak (typu Hunt II) w akcji

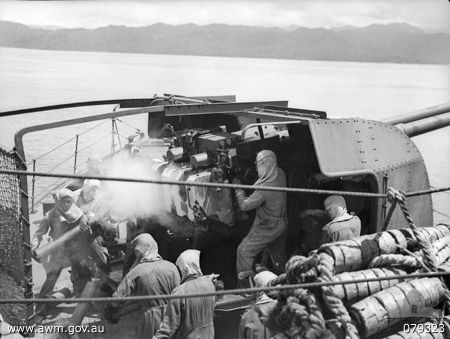
Działa Mark XVI na australijskim slupie HMAS „Swan”

## Zastosowanie
Armata na podstawie Mk. XIX trafiła na większość brytyjskich pancerników modernizowanych w latach 30. i większość krążowników jako uzbrojenie pomocnicze oraz na nowo budowane niszczyciele eskortowe, slupy, część fregat i wiele innych okrętów jako uzbrojenie główne.
Armata Mark XVI na podstawie Mark XIX była używana na okrętach (lista nie jest wyczerpująca):
Jako uzbrojenie pomocnicze:
- HMS „Hood”
- HMS „Rodney”
- HMS „Barham”, HMS Malaya, HMS Warspite
- Pancerniki typu Revenge
- krążowniki ciężkie typu County
- HMS „Exeter”
- krążowniki lekkie typu Swiftsure
- krążowniki lekkie typu Colony
- krążowniki lekkie typu Edinburgh
- krążowniki lekkie typu Southampton (Town)
- krążowniki lekkie typu Arethusa
- krążowniki lekkie typu Perth
- krążowniki lekkie typu Leander
- krążownik HMS „Effingham”
- krążownik HMS „Danae” (ORP „Conrad”)
- niszczyciele typu Tribal

Jako uzbrojenie główne:
- lotniskowce: HMS „Furious”, HMS „Unicorn”
- lotniskowce eskortowe: typu Nairana, HMS „Pretoria Castle”, HMS „Activity”
- krążowniki lekkie typu C (przebudowane na przeciwlotnicze)
- stawiacze min typu Abdiel
- niszczyciele typu L zmodyfikowane (HMS „Gorham”, „Lance”, „Legion”(inne języki), „Lively”)
- niszczyciel HMS „Petard” typu P
- niszczyciele typu Weapon
- niszczyciele typu V/W przebudowane na eskortowe programu WAIR (15 jednostek)
- niszczyciel HMS Wallace przebudowany na eskortowy WAIR
- niszczyciele eskortowe typu Hunt
- slupy typu Black Swan
- slupy typu Egret
- slupy typu Bittern zmodyfikowane
- slupy typu Grimsby zmodyfikowane (w tym typu Yarra zmodyfikowane)
- fregaty typu Bay(inne języki)
- fregaty typu Stettler (typ River kanadyjski)
- 8 pomocniczych krążowników przeciwlotniczych
- niektóre okręty desantowe

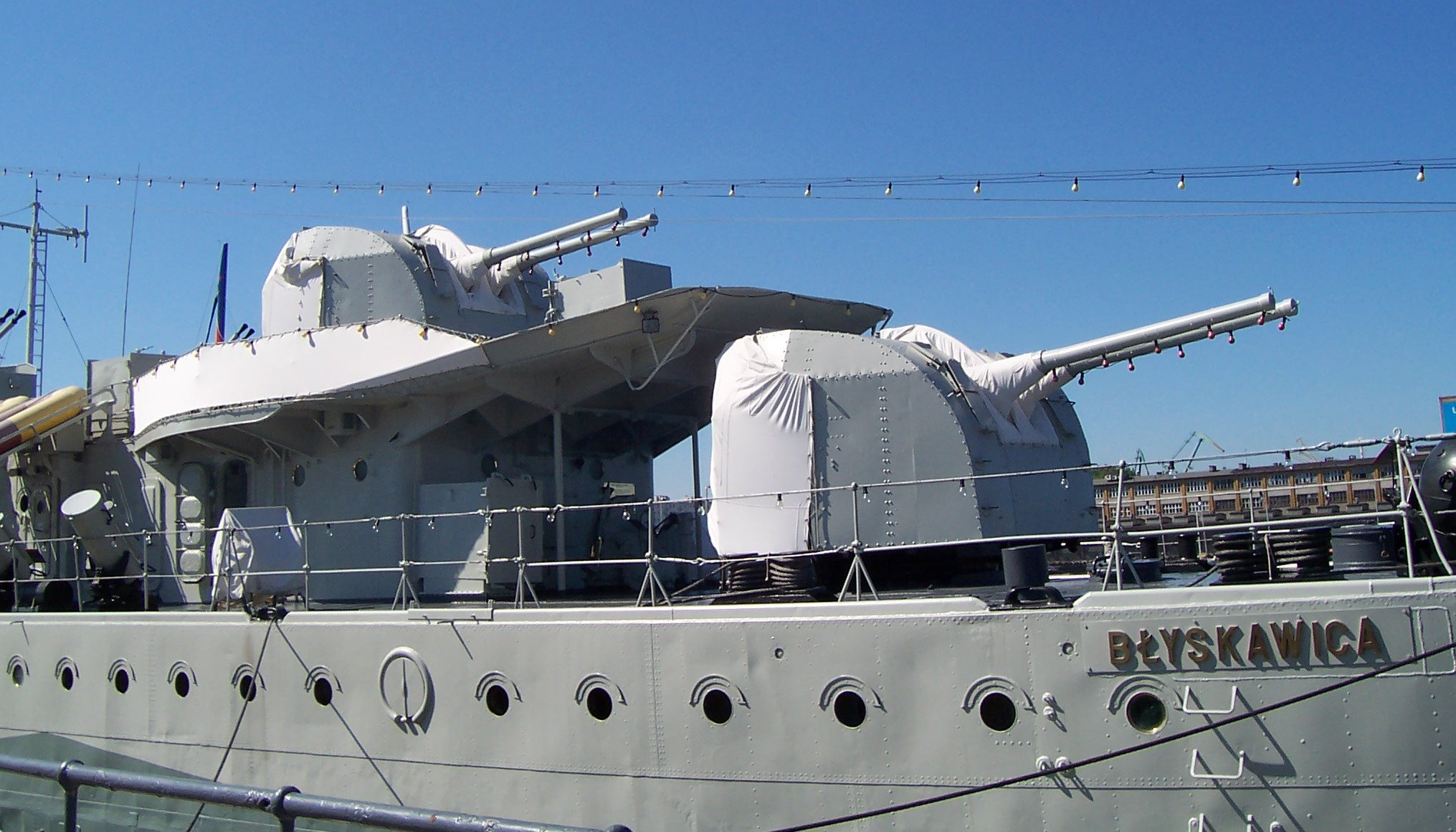
Rufowe półwieże Mark XIX na ORP „Błyskawica”, z pokrowcami

Okręty sojusznicze wyposażane w Wielkiej Brytanii:
- ORP „Błyskawica”
- Hr.Ms. „Jacob van Heemskerck”
- Hr.Ms. „Isaac Sweers”
- 4 francuskie awiza typów Elan i Chamois

Okręty budowane po II wojnie światowej:
- NNS „Nigeria”
- korwety typu Vosper Mk 3 („Dorina”, „Otobo”)

Okręty Polskiej Marynarki Wojennej uzbrojone w działa Mk XVI:
- ORP "Błyskawica"
- ORP „Conrad”
- ORP „Krakowiak”, ORP „Kujawiak”, ORP „Ślązak”

## Opis
Armata kalibru 102 mm, strzelająca amunicją scaloną, ładowana odtylcowo. Lufa gwintowana, płaszczowa, samowzmacniana (Mark XVI*). Zamek klinowy, półautomatyczny, otwierany w dół, zamykany ręcznie. Amunicja ładowana ręcznie. Działo naprowadzane było ręcznie (część pod koniec wojny otrzymała napędy elektryczne). Żywotność lufy wynosiła ok. 600 strzałów.
Działa Mk. XVI montowano przede wszystkim po dwa na wspólnej lawecie, podnoszone razem, w podwójnych stanowiskach Mk. XIX, osłoniętych z przodu i częściowo z góry i po bokach maską przeciwodłamkową (półwieżach). Istniało kilka odmian maski, różniących się nieco wyglądem w tylnej części. Masa półwieży Mk. XIX wynosiła 16,8 t.
W znacznie mniejszej liczbie używano pojedynczych stanowisk Mk XX i Mk XXIV (tego ostatniego, dla dział Mk.XXI). Masa stanowiska Mk. XX – 10 t, Mk. XXIV – 8,63 t.
Używano dwóch rodzajów pocisków:
- burzący (HE)
- przeciwpancerny (SAP)
- szrapnel
- oświetlający

## Dane taktyczno-techniczne
- kaliber: 102 mm
- długość armaty: 4839 cm
- długość lufy: 4572 cm (L/45)
- wielkość komory nabojowej: 8,387 dm³
- kąt podniesienia: -10° +80°
- szybkostrzelność: 15-20 strzałów/min
- masa armaty: 2395 kg
- masa naboju HE: 28,8 kg
- masa naboju SAP: 30,28 kg
- masa pocisku HE: 15,88 kg
- masa pocisku SAP: 17,35 kg
- długość naboju: 114,6 cm
- prędkość wylotowa: 811 m/s
- donośność (pociski HE): (dane różnią się w publikacjach)
  - pozioma: 18 150 m
  - pionowa: 11 890 m